# Muhammed Sanneh
Muhammed Sanneh (ur. 19 lutego 2000 w Serrekundzie) – gambijski piłkarz grający na pozycji prawego obrońcy. Od 2021 jest zawodnikiem klubu Baník Ostrawa.

## Kariera klubowa
Swoją karierę piłkarską Sanneh rozpoczął w klubie Real Bandżul. W sezonie 2018/2019 zadebiutował w jego barwach w pierwszej lidze gambijskiej. W debiutanckim sezonie wywalczył wicemistrzostwo Gambii. W 2019 przeszedł do estońskiego Paide Linnameeskond, w którym zadebiutował 10 września 2022 w zwycięskim 2:0 wyjazdowym meczu z Nõmme Kalju FC. W sezonie 2020 wywalczył wicemistrzostwo Estonii.
W styczniu 2021 Sanneh przeszedł za do Baník Ostrawa. Swój debiut w nim zaliczył 6 sierpnia 2022 w zremisowanym 3:3 wyjazdowym meczu z Bohemiansem 1905.
W styczniu 2022 Sanneha wypożyczono do słowackiego FK Pohronie. Swój debiut w nim zanotował 12 lutego 2022 w przegranym 0:3 wyjazdowym meczu z AS Trenčín. W klubie tym spędził pół roku.
Latem 2023 Sanneh udał się na półroczne wypożyczenie do FC Sellier & Bellot Vlašim, w którym zadebiutował 27 sierpnia 2023 w wygranym 1:0 wyjazdowym meczu z Viktorią Žižkov.
| Sezon   | Klub                       | Kraj     | Rozgrywki      | Mecze | Bramki |
| ------- | -------------------------- | -------- | -------------- | ----- | ------ |
| 2018/19 | Real Bandżul               | Gambia   | First Division | ?     | ?      |
| 2019    | Paide Linnameeskond        | Estonia  | Meistriliiga   | 32    | 0      |
| 2020    | Paide Linnameeskond        | Estonia  | Meistriliiga   | 23    | 0      |
| 2020/21 | Baník Ostrawa              | Czechy   | I liga         | 5     | 0      |
| 2021/22 | Baník Ostrawa B            | Czechy   | III liga       | 15    | 2      |
| 2021/22 | FK Pohronie                | Słowacja | I liga         | 11    | 0      |
| 2022/23 | Baník Ostrawa              | Czechy   | I liga         | 12    | 0      |
| 2022/23 | Baník Ostrawa B            | Czechy   | III liga       | 3     | 0      |
| 2023/24 | FC Sellier & Bellot Vlašim | Czechy   | II liga        | 10    | 0      |

## Kariera reprezentacyjna
W reprezentacji Gambii Sanneh zadebiutował 8 czerwca 2021 w wygranym 1:0 towarzyskim meczu z Togo, rozegranym w Manavgat. W 2024 roku powołano go do kadry na Puchar Narodów Afryki 2023. Rozegrał w nim jeden mecz grupowy, z Kamerunem (2:3).